# Eddie Milner
Pour les articles homonymes, voir Milner.
Edward James Milner (né le 21 mai 1955 à Columbus, Ohio, États-Unis et mort le 2 novembre 2015 à Cincinnati) est un ancien joueur de baseball.
Frappeur gaucher lançant de la gauche, il évolue dans la Ligue majeure de baseball comme voltigeur de centre de 1980 à 1988. Il joue 8 de ses 9 saisons avec les Reds de Cincinnati et une avec les Giants de San Francisco.

## Carrière
Joueur des Marauders de la Central State University, Eddie Milner est repêché par les Reds de Cincinnati au 21e tour de sélection en 1976.
Il fait ses débuts dans le baseball majeur avec les Reds le 8 septembre 1980. Après 14 matchs joués sur deux ans, il devient le voltigeur de centre régulier des Reds à partir de 1982, et ce pour six saisons consécutives. Il réussit ses sommets en carrière de 131 coups sûrs et 23 doubles en 1983; de 82 points marqués en 1985; et de 15 circuits et 47 points produits en 1986. Son record personnel de 41 buts volés est le meilleur total chez les Reds en 1983.
Le 8 janvier 1987, Cincinnati l'échange aux Giants de San Francisco contre le lanceur droitier Frank Williams et deux joueurs des ligues mineures. Sa seule saison chez les Giants, en 1987 est notamment marquée par une cure de désintoxication de 52 jours pour consommation de drogues. Il devient agent libre et retourne à Cincinnati, signant le 10 février 1988 un nouveau contrat de 250 000 dollars pour une saison avec les Reds. Avant le début de la saison 1988, la Ligue majeure de baseball le suspend pour un an pour avoir été pris une deuxième fois à consommer de la cocaïne. La suspension est imposée le 28 mars mais après deux mois le commissaire du baseball accepte de lever celle-ci et Milner dispute ses 23 derniers matchs dans les majeures avec Cincinnati en juin et juillet 1988.
En 9 saisons, Eddie Milner a joué 804 matchs dans le baseball majeur, dont 703 pour les Reds de Cincinnati. Il compte 607 coups sûrs, dont 111 doubles, 28 triples et 42 circuits. Il a cumulé 376 points marqués, 195 points produits et 145 buts volés. Sa moyenne au bâton en carrière s'élève à ,253 et son pourcentage de présence sur les buts à ,333.

## Vie personnelle
Dans la trentaine et au début de la quarantaine, Milner combat un problème d'addiction. Il consomme de la cocaïne de 1984 à décembre 1997 avant de devenir sobre. Père de trois filles, son mariage de 16 ans se termine sur un divorce en 2000. Il dit avoir été sans domicile fixe à plusieurs reprises. Le diplômé en administration des affaires occupe divers emplois, y compris celui de l'entretien ménager au Cinergy Field, le stade des Reds, en 1996. Chrétien depuis 1985, il devient pasteur en mai 1997 et, une fois sobre, aide les individus aux prises avec des problèmes de toxicomanie.
Eddie Milner meurt le 2 novembre 2015 à l'âge de 60 ans.